# 龚仁龙
龚仁龙是一位中國上海笑星、滑稽演员，上海青年艺术滑稽剧团副团长，国家一级演员。出演了多部滑稽戏大戏和上海众多的情景喜剧。

## 生平
2008年参加上海东方电视台举办的《笑林大会》比赛，成功当选“上海十大笑星”。

## 个人生活
龚仁龙的前妻为滑稽演员顾竹君。